# Francesca von Thyssen-Bornemisza
Francesca von Habsburg-Lothringen, roz. von Thyssen-Bornemisza (* 7. června 1958 v Lausanne, kanton Vaud, Švýcarsko) je sběratelka uměleckých děl. Od roku 1993 byla manželkou Karla Habsbursko-Lotrinského, hlavního představitele habsbursko-lotrinské dynastie.

## Původ
Narodila se jako Francesca Anne Dolores von Thyssen-Bornemisza de Kászon et Impérfalva. Jejími rodiči jsou Hans Heinrich Thyssen-Bornemisza de Kászon, významný průmyslník a sběratel umění a jeho třetí manželka Fiona Frances Elaine Campbellová-Walterová. Francesca je také nevlastní dcera Carmen G. Cervery, někdejší Miss Španělska, manželky Lexe Barkera. Podobně jako její otec, je uznávanou sběratelkou uměleckých děl.

## Život
Vzdělání dostala ve švýcarském Le Rosey a v osmnácti letech navštěvovala Central Saint Martins College of Art and Design, které však po dvou letech opustila. Poté se živila jako herečka, zpěvačka a modelka. Dalších deset let po opuštění vysoké školy žila v Británii, New Yorku a Los Angeles, než se přestěhovala do Lugana, aby se stala kurátorkou uměleckých sbírek svého otce.

## Činnost
Během válek v Jugoslávii Francesca navštívila zemi a pomáhala zachránit kulturní dědictví a umělecká díla stejně jako opravovat kostely a malby poškozené během bojů.
V současnosti je Francesca jednou z předních postav ve světě výtvarného umění a pravidelně se účastní hlavních bienále a mezinárodních uměleckých akcí. Vytvořila vlastní sbírku čítající asi 400 děl současného video- a digitálního umění. Její nadace má vlastní výstavní plochu ve vídeňském fürstenberském paláci na Himmelpfortgasse č. 13. Zde dvakrát ročně na tematických výstavách vystavuje práce ze své sbírky. Nadace organizuje též výstavy ze sbírky v zahraničí.

## Soukromý život
Francesca prošla vztahy např. se Stevem Strangem a Dodim Al-Fayedem.
31. ledna 1993 se v rakouském Mariazellu vdala za Karla, hlavu habsbursko-lotrinské rodiny. Od roku 2003 žili v odloučení. Když jejich poslední dítě dosáhlo plnoletosti, pár se v tichosti rozvedl. Karel informaci o rozvodu potvrdil teprve na podzim 2020, ale nezveřejnil, kdy přesně k němu došlo.
Spolu mají tři děti:
- Eleonore Jelena (* 28. února 1994 Salcburk) ∞ 20. července 2020 belgický automobilový závodník Jérôme d'Ambrosio
- Ferdinand Zvonimír (* 21. června 1997 Salcburk), druhý dědic dynastie habsbursko-lotrinské
- Gloria Maria (* 15. října 1999 Salcburk), její kmotrou je Gloria, princezna z Thurn-Taxisu.

Prvorozená dcera se živí modelingem, syn Ferdinand je úspěšným automobilovým závodníkem za Rakousko.